# Terrorisme en 2012
Chronologie du terrorisme
- 2008
- 2009
- 2010
- 2011
- 2012
- 2013
- 2014
- 2015
- 2016

L'année 2012 est l'année de l'explosion du nombre d'attentats et de victimes. Ceci est dû en grande partie à la guerre faisant rage en Syrie et en Irak. Il y eut en tout, cette année-là, 15 457 victimes pour 8 491 attentats perpétrés.

## Événements

### Janvier
- 16 janvier 2012, Yémen : 2 morts (2 soldats yéménites), lors de la prise de la ville de Raddah par Al-Qaida[2]

### Février
- 26 février 2012, France : le procès par contumace de trois des quatre terroristes responsables de l'attentat contre le City of Poros en juillet 1988 commence[3].

### Mars
- 3 mars 2012 : Algérie. Attentat de Tamanrasset. Un kamikaze du MUJAO fait exploser son véhicule piégé contre la[4] brigade de gendarmerie à 6h45 GMT. 24 blessés, un mort[5].
- 11 au 22 mars 2012 : France. Tueries à Toulouse et Montauban, l'islamiste Mohammed Merah tue 7 personnes, parmi lesquels 3 militaires, puis 3 enfants et 1 adulte devant une école juive[6].

### Mai
- 19 mai 2012 : Italie. L'explosion d'une bombe devant un lycée de Brindisi fait 1 mort et 6 blessés.
- 21 mai 2012 : Yémen. Un attentat-suicide frappe un défilé militaire célébrant le 22e anniversaire de l'unification du pays et fait 100 morts parmi les soldats à Saana. L'attentat, revendiqué par Al-Qaida dans la Péninsule arabique, est attribué à un agent infiltré au sein de la sécurité centrale[7].

### Juin
- 4 juin 2012 : Irak. Un attentat-suicide à la voiture piégée frappe une fondation religieuse chiite à Bagdad, faisant 25 morts et une soixantaine de blessés. Al-Qaïda en Irak, revendique l'attaque[8].
- 13 juin 2012 : Irak. Une série d'attaques commises au cours de la célébration d'une fête religieuse chiite entraîne la mort de 72 personnes et fait plus de 250 blessés. Al-Qaïda en Irak, revendique l'attaque[9].

### Juillet
- 10 juillet 2012 : Irak. La branche irakienne d'Al-Qaida revendique plus d'une quarantaine d'attentats à travers le pays, étalés sur plusieurs mois[9].
- 11 juillet 2012 : Yémen. Un attentat-suicide frappe une école de police à Saana, causant la mort de plus de 20 personnes. L'attaque est revendiquée par la branche yéménite d'Al-Qaida (AQPA)[10],[11].
- 18 juillet 2012 : Syrie. Attentat à Damas contre le siège de la Sécurité nationale syrienne, 4 morts et 8 blessés.
- 18 juillet 2012 : Bulgarie: Attentat-suicide à Bourgas contre un car de touristes israéliens, 6 morts et 32 blessés.
- 19 juillet 2012 : États-Unis. Une fusillade à Aurora dans une salle de cinéma fait 12 morts[12].
- 23 juillet 2012 : Irak. Une série d'attentats à la bombe touche 13 villes et cause la mort de 103 personnes à travers le pays[13]. L'État islamique d'Irak revendique l'attaque, branche irakienne d'Al-Qaida[14].

### Août
- 5 août 2012 : Égypte. 16 gardes-frontières sont tués au terminal de Karm-Abou-Salem par un commando terroriste[15].
- 13 août 2012 : Irak. L'EI d'Irak revendique la responsabilité de 28 attaques perpétrées en Irak entre mi-juin et fin juillet, dont une ayant visé un département de lutte contre le terrorisme à Bagdad le 31 juillet 2012[16].

### Septembre
- 4 septembre 2012 : Canada. À Montréal, un anglophone tente d'entrer sans succès à l'intérieur d'une salle ou se trouve Pauline Marois, nouvelle première ministre indépendantiste du Québec, 1 mort et 1 blessé.
- 11 septembre 2012 : Libye. Attaque à la roquette contre le consulat américain de Benghazi, l'ambassadeur et 3 fonctionnaires américains sont tués[17].
- 14 décembre 2012 : États-Unis : Fusillade dans une école primaire du petit village de Sandy Hook fait 28 morts et 3 blessés
- 17 septembre 2012 : Afghanistan. 12 morts 8 sud-africains, sur la route de l'aéroport de Kaboul, par une voiture piégée[18].
- 19 septembre 2012 : Liban. Un attentat à la voiture piégée fait 8 morts dont le chef du renseignement libanais Wissam al-Hassan et plus de 80 blessés. Le chef de l'opposition libanaise Saad Hariri accuse le président syrien Bachar el-Assad d'être le commanditaire de cet attentat[19].

### Octobre
- 19 octobre 2012 : Yémen. Un attentat-suicide mené par des membres d'Al-Qaïda contre un camp militaire dans le sud du pays cause la mort de 14 soldats yéménites[20].
- 29 octobre 2012 : Irak: l'État islamique d'Irak revendique la responsabilité d'une série d'attentats commis durant la fête musulmane de l'Adha qui ont entraîné la mort de 44 personnes à travers le pays[21].

### Novembre
- 5 novembre 2012 : Arabie saoudite. 2 gardes-frontières sont tués dans une embuscade tendue par des éléments armés d'Al-Qaida qui tentaient de franchir la frontière en direction du Yémen. 11 assaillants sont arrêtés par les autorités saoudiennes[22].
- 22 novembre 2012 : Pakistan. Attentat des talibans à Rawalpindi contre une procession chiite, 23 morts, des dizaines de blessés.